# Archibald Constable
Archibald Constable (24 de Fevereiro de 1774 — 21 de Julho de 1827), foi um editor escocês. Em 1812 comprou os direitos autorais da Enciclopédia Britânica.